# هاشم أمير علي
هاشم أمير علي (بالإنجليزية: Hashim Amir Ali)‏ هو مترجم هندي، ولد في 8 مايو 1903، وتوفي في 1987.

## وصلات خارجية
- هاشم أمير علي ,The Message of the Qur’an", Tokyo, 1974"